# Chugpas
Os chugpas são uma das poucas tribos pequenas de Arunachal Pradesh, vivendo em Dirang, no distrito de Kameng Ocidental. São etnicamente relacionados aos lishipas, e também aos monpas, nos quais são classificados como uma sub-tribo.
Como os monpas, os chugpas são seguidores do Budismo tibetano. Entretanto, como os lishipas, são considerados tão inferiores quanto os monpas, pelo fato de que ambos os grupos descendem de ondas de imigrantes do Tibet via Butão. Como a maioria das tribos budistas, constroem casas feitas de pedra e seguem a cultura budista tibetana. A sua língua pertence ao grupo tibeto-birmanês.